# Інклінограма
Інклінограма (рос. инклинограмма, англ. inclinogram, нім. Inklinogramm n, Neigungsdiagramm n) — проєкція осі свердловини на горизонтальну площину, побудована за даними інклінометричних вимірювань.